# Bernardo Elías
Bernardo Miguel Elías Vidal (Sahagún, 7 de noviembre de 1976), más conocido como Ñoño Elías, es un ingeniero civil y político colombiano.
Fue elegido como representante a la Cámara de Colombia entre 2006 y 2010, y Senador de la República entre  2010 y 2017.

## Biografía
En 1999, Elías se graduó como ingeniero civil de la Universidad de La Salle en Bogotá. Luego se especializó en Gerencia de Construcciones en la Pontificia Universidad Javeriana en 2004.

### Representante a la cámara (2006-2010)
En el 2006 Bernardo Elías aceptó ser candidato a la Cámara de Representantes en representación del departamento de Córdoba y como partidario del entonces recién creado Partido de la U. En las toldas del Partido de la U, apoyó la campaña reeleccionista del entonces presidente Álvaro Uribe.
En el 2006 con 39.774 votos resultó elegido Representante a la Cámara por el departamento de Córdoba, y durante este período hizo parte de la Comisión Tercera de la Cámara, y fue elegido presidente de la misma, siendo el más joven en presidir esta célula legislativa. 
Lideró las comisiones económicas del Congreso, dándole debate y aprobando proyectos de trascendental importancia en materia económica para Colombia, como fueron la reforma tributaria y el plan de Desarrollo Nacional para el periodo 2006-2010.

### Senador de la república (2010-2017)
El 14 de marzo de 2010 fue elegido Senador de la República de Colombia por el Partido de la U con 74.247 votos, obteniendo la séptima mejor votación en Elecciones legislativas de Colombia de 2010, y logró ser el senador más joven del país para este periodo constitucional. En el Senado, Elías ingresó a la Comisión Tercera del Senado de la República, célula legislativa de la cual fue su presidente en el periodo 2011-2012. Durante su paso por el Congreso de la República, fue autor de 24 proyectos de ley.
Asumió posiciones desde el Senado de la República en importantes leyes relacionadas con la Regla Fiscal, Sistema de Seguridad Social en Salud, Justicia Transicional, Control Tributario y Competitividad, Formalización y Primer Empleo, la escisión de Ministerios y otorgamiento de facultades al Presidente de la República para modificar la Administración.
Como Senador de la República promovió el ejercicio del control político citando a importantes debates a altos funcionarios del Gobierno Nacional, uno de ellos fue la citación al ministro de minas Mauricio Cárdenas Santamaría para que respondiera ante la evasión del pago de regalías y compensaciones de la empresa BHP Billiton por concepto de la explotación de la mina de Cerromatoso, ubicada en Montelíbano, Córdoba. Además, realizó debates cuyas acciones fueron orientadas hacia el sector de la inclusión social y la reconciliación; agricultura, infraestructura, economía, planeación y hacienda.
En Sahagún (Córdoba) se le atribuyen la transformación arquitectónica del municipio, que se llevó a cabo entre los años 2012 y 2015, por la construcción de un estadio de fútbol, 8 km de cicluruta, un terminal de transportes, una plaza de mercado minorista, la reconstrucción de todos los parques públicos y otras obras. Para la prensa Colombiana esto se debió a la denominada «mermelada», término empleado para describir la repartición del presupuesto nacional entre los políticos de forma equitativa para llevar a cabo intereses comunes y, de esta manera, mitigar un poco el concepto de la corrupción. Este término lo acuñó el ministro de Hacienda del gobierno de Juan Manuel Santos, Juan Carlos Echeverry, cuando afirmó: “es necesario distribuir la mermelada en toda la tostada”. 

### Detención
El 10 de agosto de 2017, la Corte Suprema de Justicia de Colombia ordenó su detención por corrupción, la cual fue realizada por el CTI en Bogotá, debido a que recibió COP$ 17.300 millones de pesos en sobornos de la empresa Odebrecht en actos de corrupción que se denominó el Caso Odebrecht.

## Familia
Nació en Sahagún (Córdoba) el 7 de noviembre de 1976, en el hogar del contratista Bernardo Miguel Elías Náder y Carmiña Inés Vidal Vergara. Su padre estuvo preso por corrupción
Bernardo es hermano de Julio Alberto Elías Vidal, quien ha sido representante a la Cámara. Sus hermanas son Nidya Carmiña "Karmy" Elías Vidal y Johanna Elias Vidal. Su hermana Johanna contrajo matrimonio con el ex-Gobernador de Córdoba Alejandro Lyons.
Es primo hermano del exalcalde de Sahagún Carlos Alberto Elías Hoyos, y sobrino del exgobernador de Córdoba y exsenador Jorge Ramón Elías Náder alias "Joche Elías" (involucrado en el Proceso 8000), la educadora Georgeth Elías Náder, "la seño chicho" y Básima Patricia Elías Nader, quien fungió como su mano derecha en campañas políticas y lavó activos durante el Caso Odebrecht. Básima está casada con Álvaro Enrique Muskus Dumar, quien trabajó en el plan departamental de aguas como jefe del área administrativa y financiera, durante la gobernación de Alejandro Lyons Muskus.
También es primo de Alberto José Elías Vidal alias "El galón" quien estuvo involucrado en el carrusel de la contratación y ligado a Emilio Tapia.
Bernardo Elías contrajo matrimonio con la sincelejana Stephany Morris Olivares, quien es hija del exgobernador del departamento de Sucre, Eric Morris, el primer político condenado por la alianza de políticos con paramilitares conocida como la Parapolítica. De esta unión matrimonial nacieron cuatro hijos.

## Controversias

### Escándalo de Odebrecht en Colombia
El escándalo de Odebrecht se desató debido a que la justicia de Estados Unidos halló pruebas en contra del Gerente General de Odebrecht, Marcelo Odebrecht por lavado de activos. Debido a las pruebas Marcelo confesó que había financiado campañas presidenciales en más de 10 países de Latinoamérica y de ofrecer coimas a políticos en varios países para que les aprobaran contratos por valores de millones de dólares.
En Colombia el escándalo comenzó con las confesiones del exsenador Otto Nicolás Bula, quien al principio de las indagatorias de la Fiscalía se declaraba inocente pero después de la revelación de más pruebas, se acogió al principio de oportunidad para confesar como Odebrecht hacía los pagos de sus actos de corrupción a varios políticos. Dentro de las personas implicadas se encontraba Bernardo Elías quien de acuerdo a Bula recibió unos COP$ 17.300 millones de pesos para que intercediera con el gobierno de Juan Manuel Santos para la firma del contrato de la construcción de la vía Ocaña-Gamarra que tenía un valor de COP$ 1.2 billones de pesos.
La prima de Bernardo Elías, Básima Patricia Elías Nader, considerada como su mano derecha en sus procesos políticos decidió entregarse a la Fiscalía General para atender las acusaciones de lavado de activos y testaferrato. Dentro de las pruebas de la Corte Suprema de Justicia se encuentra la entrega de 900 millones de pesos como parte de un contrato de estudios para la construcción de la vía Ocaña-Gamarra.
Dentro de las pruebas de corrupción contra el Ñoño Elías se presentaron siete testigos, y chats que demuestran como se utilizaron empresas españolas y colombianas a través de contratos falsos para pagarles los dineros al senador. Incluso que los procesos de control político que ejecutó el senador durante su periodo legislativo fueron estrategamas para realizar presión en contra de la Agencia Nacional de Infraestructura, a la cual se le terminaron de dar sobornas para firmar el contrato de la vía Ocaña-Gamarra.
La Corte Suprema de Justicia considera al Ñoño Elías como el álfil de Odebrecht para la realización de sus actos de corrupción en Colombia y se espera que la justicia realice el fallo de su condena.